# Talmud Torah

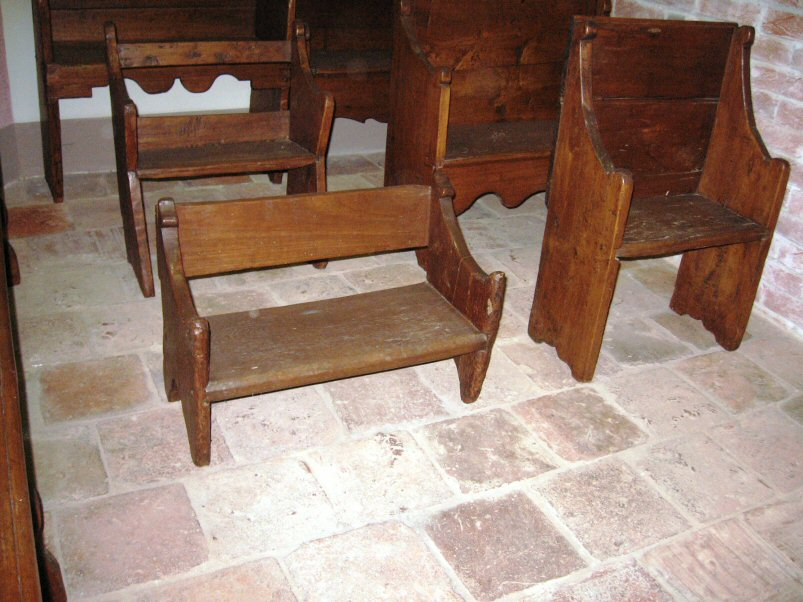
Sièges d'enfant dans une synagogue italienne, anciennement utilisés par le Talmud Torah local.

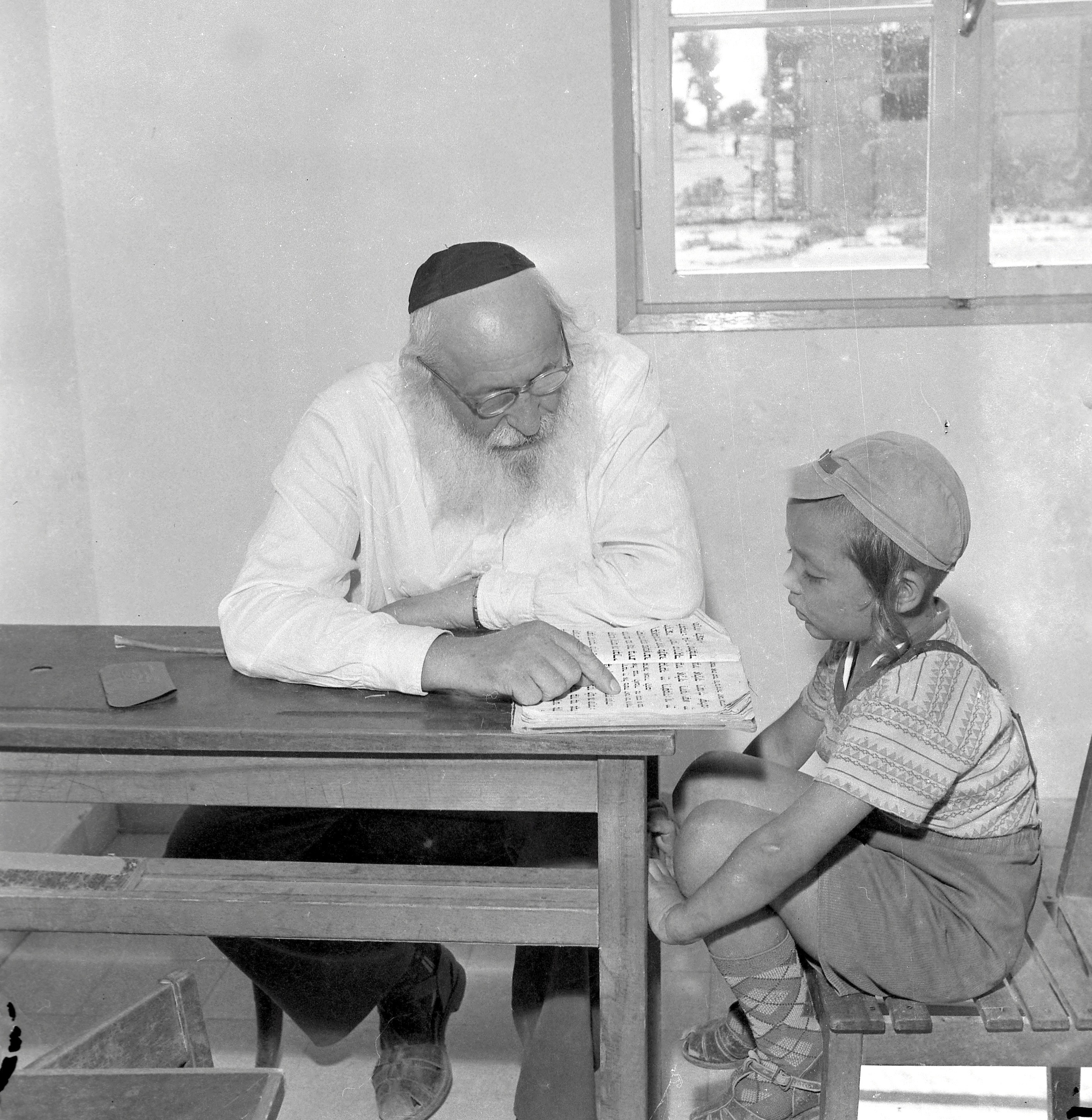
Talmud Torah, Bnei Brak, 1965.

Les écoles de Talmud Torah (en alphabet hébreu : תלמוד תורה), littéralement « étude de la Torah », sont des écoles existant dès l'Antiquité dans le monde juif, ultérieurement dans le monde ashkénaze comme dans le monde séfarade, destinées à assurer un enseignement de niveau primaire aux enfants issus de familles modestes. Y étaient enseignés des rudiments d'hébreu, d'Écritures (avec une attention particulière pour le Pentateuque), de Talmud, parfois de Halakha. 
Ces écoles avaient pour but de préparer ses élèves à la yeshiva ou, dans sa forme moderne, à une école (juive) de niveau secondaire. 
Il était modelé sur le heder, institution juive traditionnelle d'éducation dont il reprenait les éléments essentiels, avec des modifications appropriées à son public, le heder étant une école privée financée par des moyens moins formels ou institutionnalisés, comme des bourses d'études ou des donations[pas clair].
Aujourd'hui, la formule « Talmud Torah » désigne souvent l'instruction religieuse donnée aux enfants par les rabbins.

## Origine
Selon la Bible, le père est le seul à être investi de l'éducation et de l'enseignement de son enfant. On mentionne ensuite les « fils ou disciples des prophètes. » 
L'institution connue sous les noms de « be rav » ou « bet rabban » (maison du maître), de « be safra » ou « bet sefer » (maison du livre), trouverait ses origines dans un décret d'Esdras (Ve siècle avant notre ère) et de sa Grande Assemblée, qui auraient établi une école publique à Jérusalem afin d'assurer l'éducation des fils orphelins de père âgés de 16 ans et plus. 

## Les écoles de Josué ben Gamla
Quelques siècles plus tard, le grand-prêtre d'Israël Josué ben Gamla (mort en 68) aurait établi des écoles publiques dans toutes les villes et tous les villages pour les enfants juifs dès l'âge de six ou sept ans. 
Les frais de l'école étaient pris en charge par la communauté. Une stricte discipline était de mise. Rav (IIe siècle) ordonna cependant à Samuel ben Shilat de traiter les élèves avec douceur, de s'abstenir de châtiments corporels, ou de les limiter à l'usage d'une semelle pour les élèves dissipés réfractaires. Un élève stupide était fait moniteur jusqu'à ce qu'il soit capable de comprendre l'art de l'étude. Raba fixa[Quand ?] le nombre d'élèves à vingt-cinq par instituteur (melamed); lorsque le nombre excédait vingt-cinq mais demeurait en dessous de quarante, un instituteur assistant (resh dukana) était nécessaire ; au-delà de quarante, il était obligatoire de scinder les classes.
Si toutes les autorités talmudiques s'accordaient pour ne permettre l'exercice de la profession d'instituteur qu'aux hommes mariés, il y avait une différence d'opinion concernant les compétences pour leur qualification. Raba préférait un instituteur qui enseignait en quantité à ses élèves, fût-ce au détriment de la qualité, tandis que Rav Dimi de Nehardea préconisait un instituteur enseignant peu mais bien, car une erreur de lecture une fois adoptée est difficile à corriger Ces rabbins présupposaient qu'il est rare de trouver ces deux qualités en une même personne.

### Exclusion des filles
Les femmes étant traditionnellement exclues de l'éducation religieuse, les filles l'étaient du Talmud Torah, et étaient davantage préparées à devenir de bonnes ménagères et mères. Cependant, si l'on trouve des avis de docteurs de la Loi aussi éminents que Rabbi Eliezer pour enseigner que « celui qui apprend la Torah à sa fille est comme s'il lui apprenait la frivolité, » d'autres comme Moïse Maïmonide estimaient que cette prohibition ne concernait que la Torah orale, c'est-à-dire le Talmud et non la Torah, c'est-à-dire la Bible hébraïque, proprement dite et Rachi enseignait l'un et l'autre à ses filles. Quoi qu'il en soit, l'éducation des filles s'effectuait en privé et était souvent moins extensive.

### Organisation de l'enseignement
L'enseignement dans le Talmud Torah occupait toute la journée et, les mois d'hiver, une partie de la nuit. Les cours étaient suspendus le vendredi, et l'après-midi de la veille d'un jour particulier du calendrier juif. Il n'y avait pas de cours le Sabbath et les jours particuliers, mais les cours de la semaine précédente étaient révisés l'après-midi avec les parents ou le pédagogue.
C'est également aux parents ou pédagogues qu'incombait l'éducation que l'on considérait à l'époque comme purement religieuse. Les Talmud Torah avaient initialement pour but d'instruire l'élève dans la loi de Moïse et la littérature rabbinique, abordés d'un point de vue « littéraire » plutôt que pratique. Plus tard, en partie sous l'influence des écoles paroissiales chrétienne, la lecture des prières et bénédictions ainsi que l'enseignement des principes de foi du judaïsme furent intégrés au cursus. Dans la quasi-totalité des communautés, une organisation appelée « Hevra Talmud Torah » fut formée. Sa fonction était d'obtenir un fonds permettant le financement des écoles publiques, et de superviser professeurs et élèves.
Asher ben Yehiel (1250-1328) permit d'y puiser également pour payer la taxe collectée par le gouverneur local, l'éducation étant jugée moins cruciale que les conséquences dont pâtiraient les pauvres, qui étaient passibles de saisie de l'ensemble de leurs avoirs si leurs taxes n'étaient pas promptement payées. En contrepartie, il autorisa aussi les Talmud Torah à puiser sur le fonds de charité commun, ou dans les donations pour une synagogue ou un cimetière en cas de besoin.
La Hevra Talmud Torah de Rome comprenait huit sociétés en 1554, et fut reconstituée le 13 août 1617. Plus tard, certaines synagogues prirent le nom de « Talmud Torah, » comme ce fut le cas à Fès en 1603 ou au Caire, probablement parce que l'école était attenante ou incluse dans le bâtiment de la synagogue.

### Financement
Le capital de la société provenait de plusieurs sources:
1. un sixième des collectes effectuées à la synagogue et autres lieux de culte le lundi et le jeudi;
2. les donations lors des circoncisions d'invités à la fête;
3. les donations lors des mariages des mariés et des invités;
4. un dixième des caisses de la tzedaka, connues comme le « mattan ba-setar » (don anonyme).

Samuel de Medina (1505-89) décréta qu'en cas de volonté testamentaire de faire un don au Talmud Torah et garanti par le frère du testataire, ce dernier ne pouvait être tenu pour responsable en cas de consommation de la donation du fait d'une maladie prolongée de la personne décédée. Une donation post-mortem à une yeshiva ou un Talmud Torah d'une certaine ville, accompagnée d'une mention que cela peut être géré « de la façon qu'il convient au fils du testataire, » peut être transférée à une yeshiva ou Talmud Torah d'une autre ville.

### Intendance
L'élection des officiers était faite par vote : trois gabbaïm, trois vice-gabbaïm et un trésorier. Seuls des hommes de plus de 36 ans et instruits étaient éligibles. Les takkanot régulant ces sources de revenu du Talmud Torah existaient au temps du rabbin Isserles. Yoel Sirkis (en), le rabbin de Cracovie en 1638, valida ces régulations et en ajouta d'autres, toutes approuvées par une assemblée générale de 70 représentants des congrégations le 25 Tevet 5398.

### Personnel
Solomon ben Abraham Hacohen (XVIe siècle) décida qu'il faudrait l'approbation unanime de huit administrateurs d'un Talmud Torah afin d'engager un melamed.
Les écoles de Cracovie peuvent servir d'illustrations à cette organisation médiévale. D'après les annales de la congrégation cracovienne en 1551, la Hevra Talmud Torah contrôlait toutes les écoles, privées et publiques. Elle fit passer les takkanot suivantes :
1. Les membres exerceront une supervision générale des instituteurs et visiteront le Talmud Torah chaque semaine afin de s'assurer que les élèves sont correctement éduqués.
2. Nul melamed ne peut enseigner le Pentateuque à l'exception de la traduction Be'er Moshe[16], « qui est notre vernaculaire ; » pour les élèves avancés, nul autre commentaire que celui de Rachi ne pourrait être utilisé.
3. Un instituteur primaire n'enseignerait pas à plus de vingt-cinq élèves et aurait deux assistants.
4. Les melamedim ne se feraient pas concurrence pendant la durée de leurs contrats, et ne chercheraient pas à obtenir d'élève responsable d'un autre melamed, même après expiration de son contrat, à moins que le père ou tuteur de l'élève désire lui-même un tel changement.
5. Les membres de la Hevra Talmud Torah engageraient un melamed compétent et craignant Dieu, avec un assistant, pour les enfants pauvres et orphelins du bet hamidrash.
6. Le melamed et son assistant enseigneraient aux élèves l'alphabet hébraïque (avec le nikkoud), le siddour, le Pentateuque (avec la traduction Be'er Moshe), le commentaire de Rachi, l'ordre des prières, l'étiquette et la bonne conduite — à chaque enfant selon son année et son intelligence; ils devraient également apprendre aux enfants à lire et écrire la langue vernaculaire. Aux plus doués seraient enseignées la grammaire hébraïque et l'arithmétique ; les enfants en dernière année apprendraient le Talmud avec les commentaires de Rachi et des Tossafistes.
7. Les enfants de près de 13 ans apprendraient les prescriptions relatives au port des tefillin.
8. À quatorze ans, un enfant inapte à l'étude du Talmud apprendrait un métier ou deviendrait domestique d'un foyer.

### Curriculum
Les Juifs séfarades auraient conduit leurs écoles avec plus de méthode que les ashkénazes, particulièrement en Europe. Le Talmud Torah d'Amsterdam fut particulièrement loué par le rabbin Sheftel ben Isaiah Horowitz. Shabbethai Bass (en), décrit ce Talmud Torah dans l'introduction de son Sifte Yeshanim, en espérant qu'il serve de modèle à d'autres écoles :

« Il est construit près de la synagogue et possède six pièces, chacune servant séparément de classe sous l'autorité d'un melamed. La première année, les petits garçons apprennent à lire leurs prières. La deuxième année, ils apprennent le Pentateuque du début à la fin avec les diacritiques de cantillation. La troisième, ils traduisent le Pentateuque dans la langue vernaculaire, en utilisant le commentaire de Rachi, selon les sidrot de la semaine ordinaires.
La quatrième année, ils apprennent les Prophètes et Hagiographes, avec les accents et la traduction. La cinquième, ils apprennent la grammaire et commencent l'étude de sentences halakhiques extraites du Talmud, le texte étant en hébreu et les explications dans la langue vernaculaire. Avant la venue d'un jour saint, ils mémorisent les lois du Choulhan Aroukh relatives à ce jour. La sixième année est préparatoire à la yeshiva dans le bet hamidrash et est enseignée par le hakham-rabbi. Dans cette classe, on étudie chaque jour une halakha avec les commentaires de Rachi et les Tossafot, et on les compare aux conclusions dans les codes de Maïmonide, Asheri, et Caro.
On étudie de 8 à 11 heures du matin et de 2 à 5 heures de l'après-midi; en hiver jusqu'à l'office de Min'ha. Les frais de maintenance de l'école sont tirés d'un fonds auquel contribuent les membres de la Hevra Talmud Torah. Cette école séfarade a dérogé à la règle de garder les élèves dans le Talmud Torah toute la journée et quelques heures de la nuit lors des jours raccourcis d'hiver. »

## Situation au début duXXesiècle

### Russie
Le Talmud Torah de Nicolsbourg en Moravie dispensa aux enfants pauvres de 1724 à 1744 une éducation équivalente à celle d'enfants de familles fortunées. Les études portaient sur le siddour, le Houmash et le Talmud. Les écoles d'Europe de l'Est conservèrent le style et la méthode ashkénaze jusqu'au milieu du XIXe siècle, lorsqu'un mouvement d'amélioration et de meilleure direction eut lieu dans les plus grandes villes.
En 1857 à Odessa, le Talmud Torah qui y avait existé depuis que la ville avait été indiquée sur les cartes fut réorganisé en une école-modèle par des pédagogues éminents. En 1881 S. J. Abramowitch fut nommé recteur de 400 élèves. En 1904, deux branches furent ouvertes dans les banlieues[Quoi ?], permettant d'accueillir 400 élèves de plus. Fournitures scolaires et uniformes étaient gratuits. Les dépenses s'élevaient annuellement à 20000 roubles. Chaque ville dans la Zone de Résidence en Russie avait une école similaire. Les revenus provenaient d'un impôt levé par les Juifs sur la viande et de donations privées.

### Palestine ottomane
À Jérusalem, le Talmud Torah séfarade appelé Tif'eret Yeroushalayim fut réorganisé par le Hakham Bashi Raphaël Meïr Panigel en 1891, avec 300 élèves et 13 instituteurs. Les garçons apprenaient l'arabe et l'arithmétique en plus d'autres sujets, depuis l'alphabet au Talmud. On étudiait du lever au coucher du soleil. La principale source de financement de l'école provenait de la famille Sassoon, des négociants Baghdadim de Bombay et Calcutta, via les meshoulla'him.
Le Talmud Torah (et yeshiva) ashkénaze Etz Hayyim, succéda avec ses 35 instituteurs et plus de mille élèves à l'école établie par Yehouda HaHassid. Elle fut inaugurée avec un fonds offert par Hirsch Wolf Fischbein et David Janover en 1860. Le montant d'entretien annuel s'élevait en 1910 à environ 10 000 $, dont la moitié était collectée aux États-Unis.
À Jaffa, le Talmud Torah et yeshiva Sha'arei Torah fut organisé en 1886 par N. H. Lewi, avec neuf instituteurs et neuf classes totalisant 102 garçons. Elle coûtait environ 2 000 $ par an, provenant principalement de donations étrangères.

### États-Unis
En Amérique, le Talmud Torah ashkénaze Machzikei fut fondé à  New York en 1883 par Israël (Isidor) Rosenthal. Il maintenait des écoles à 225-227 East Broadway et instruisit plus de 1100 garçons pour une dépense annuelle d'environ 12 000 $. Le 22 janvier 1905, la société ouvrit une branche au 67 East 7th street, grâce à une donation de 25 000 $ de Jacob H. Schiff. La société était gérée par un conseil de direction et un comité d'éducation. Les études comprenaient des bases d'hébreu, la lecture des prières, la traduction du Pentateuque en yiddish et en anglais, et les principes de foi et de pratique juives. On y étudiait 2 heures, après l'école publique, l'école ne dispensant pas d'instruction profane.
De nombreux autres Talmud Torah existaient à New York et dans d'autres villes des États-Unis et du Canada, où la population juive allait en s'amplifiant.

## De nos jours
Les écoles de Talmud Torah continuent à exister de par le monde juif. Il s'agit le plus souvent d'écoles primaires incorporant dans leur cursus des matières juives et profanes afin de préparer les élèves à une éducation juive dans l'enseignement secondaire ou à la yeshiva. Les écoles sont pour la plupart mixtes, suivant une orientation traditionnelle de l'éducation juive, c'est-à-dire en harmonie avec l'orientation historique ashkénaze et séfarade, plutôt que celle des courants ashkénazes modernistes ou progressistes apparus aux XIXe siècle et XXe siècle, à savoir le judaïsme réformé, conservateur et reconstructionniste.
Dans son acception courante, « Talmud Torah » désigne très souvent l'éducation religieuse que donnent les rabbins ou leurs assistants, dans les synagogues, aux enfants juifs. Des salles de classe sont aménagées pour cela dans les centres communautaires et plus difficilement dans les synagogues plus anciennes. En ce sens, le Talmud Torah correspond au cours de catéchisme chez les catholiques, selon Philippe Haddad.